# SMS Novara (1850)
La SMS Novara è stata una fregata a propulsione mista vela-vapore della k.u.k. Kriegsmarine, nota per aver compiuto la "Spedizione Novara" attorno al mondo tra il 1857 e il 1859 e successivamente per aver trasportato l'arciduca Massimiliano e la moglie Carlotta a Veracruz, nel maggio 1864, per essere incoronati imperatore e imperatrice del Messico.

## Storia

### Servizio
La SMS Novara fu la prima delle due navi della marina austriaca a portare questo nome e fu utilizzata per la spedizione scientifica imperiale del 1857-1859, sotto il regno di Francesco Giuseppe I.
Era una fregata a vela con tre alberi di vele e sei ponti, dotata di 42 cannoni e aveva un dislocamento di quasi 2 107 tonnellate.
La SMS Novara tra il 1843 e il 1899 ebbe diversi nomi e configurazioni: originariamente chiamata Minerva all'inizio della costruzione presso i cantieri dell'Arsenale di Venezia nel 1843, venne quindi parzialmente completata e poi ribattezzata Italia dagli insorti veneziani del 1848, per essere finalmente varata come veliero con il nome Novara nel 1850 e quindi convertita in incrociatore a propulsione mista vela-vapore tra il 1861 e il 1865.
Il nome definitivo fu assegnato in memoria della Battaglia di Novara, in seguito alla quale gli austriaci riconquistarono Venezia; al feldmaresciallo Radetzky in visita al cantiere, gli ufficiali austriaci consegnarono una petizione per ribattezzare l'ormai quasi completata Italia con il nome della città italiana dove era stata ottenuta la definitiva vittoria su re Carlo Alberto. Nel 1849 la costruzione riprese sotto il controllo austriaco e lo scafo fu varato l'anno successivo, nel novembre 1850.
Fu concepita come nave di rappresentanza dell'intera marina imperiale e pertanto dotata di arredi raffinati in previsione di ospitare importanti figure della nobiltà e dell'esercito.

### La spedizione Novara

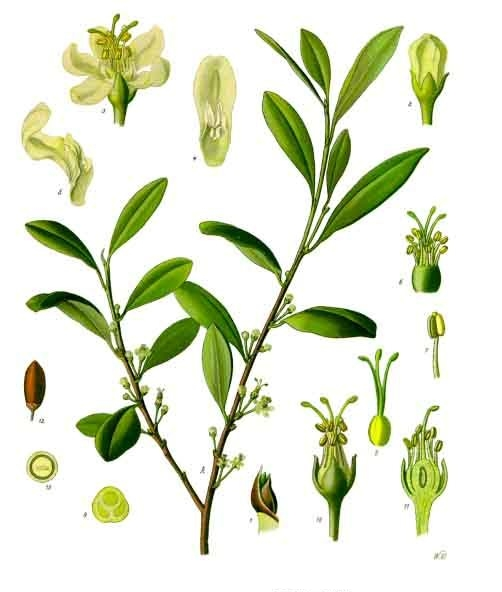
Piante di coca rinvenute e classificate durante la spedizione Novara.

La Spedizione Novara (1857–1859) fu la prima spedizione scientifica su scala planetaria della marina imperiale austro-ungarica. Autorizzato dall'arciduca Massimiliano, il viaggio durò 2 anni e 3 mesi, dal 30 aprile 1857 sino al 26 agosto 1859.
Salutata da 21 salve di cannone, la nave partì da Trieste il 30 aprile e toccò i porti di Gibilterra, Madera, Rio de Janeiro, Città del Capo (compiendo una nuova traversata atlantica di due mesi durante la quale dovette affrontare onde di 10 metri), St. Paul e Amsterdam (tappa suggerita da Alexander von Humboldt), Ceylon, Madras, Isole Nicobare, Singapore, Giava, Hong Kong, Shanghai (appena lasciata la quale incontrò una forte tempesta rischiando l'affondamento), Puynipet, Sikaiana, Sydney, Auckland, Tahiti, Valparaiso, Gibilterra (dopo 82 giorni di mare) e, infine, Trieste la mattina del 26 agosto, salutata trionfalmente.
La spedizione fu compiuta sotto il comando del commodoro Bernhard von Wüllerstorf-Urbair (1816–1883), con 345 uomini tra ufficiali ed equipaggio, più sette scienziati a bordo. La preparazione per il viaggio di ricerca fu affidata all'"Imperiale Accademia delle Scienze di Vienna" e a studiosi specialisti, sotto la direzione del geologo Ferdinand von Hochstetter e dello zoologo Georg von Frauenfeld. Numerose novità in materia di sanità e igiene dell'equipaggio furono introdotte tra cui l'installazione di docce, l'utilizzo di piatti smaltati e di verdure disidratate per prevenire le malattie tropicali indotte dalle forniture occasionali. Vennero inoltre testate nuove apparecchiature tra cui l'antesignano dei sonar.
Poiché nel 1859 Austria e Francia erano in stato di guerra, l'imperatore francese Napoleone III emise un ordine che vietava alle navi francesi di attaccare la Novara se incontrata in mare "perché la spedizione aveva un valore universale per tutta l'umanità".

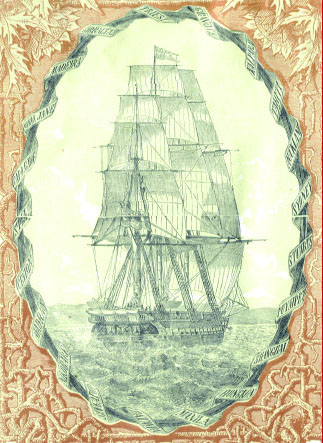
La copertina della prima edizione del resoconto della Spedizione Novara

La circumnavigazione della Terra, da aprile 1857 ad agosto 1859, del Novara fu, secondo il Naturhistorisches Museum di Vienna, uno dei viaggi più importanti mai compiuti dall'uomo.

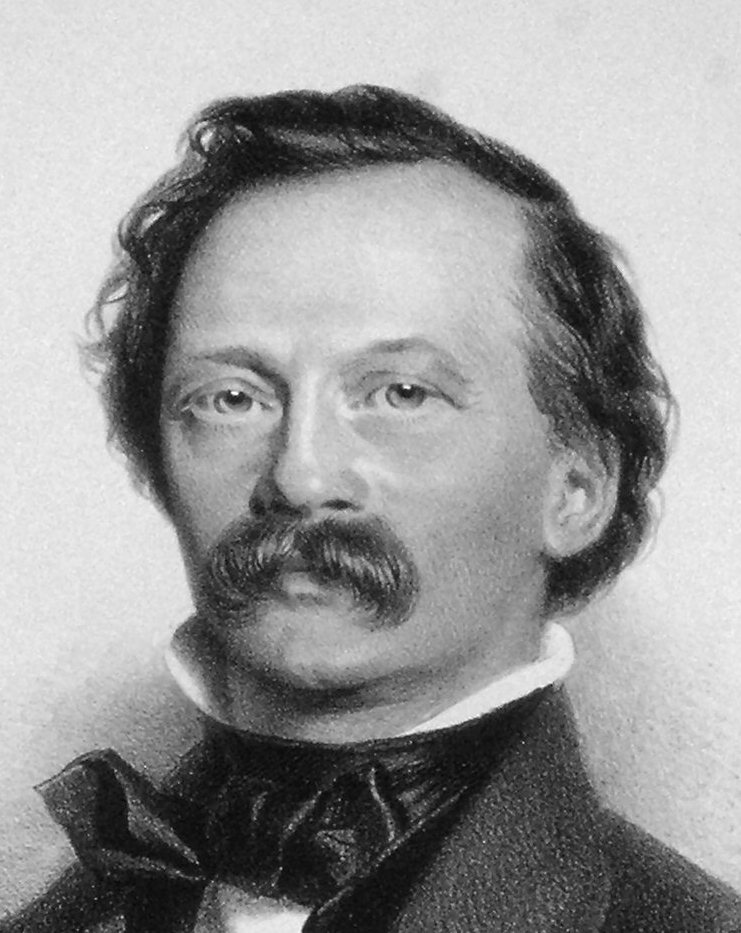
Il barone austriaco Cajetan von Felder (1814–1894), politico ed entomologo, partecipò alla spedizione 1857-1859.

Diversi eminenti scienziati, biologi e naturalisti parteciparono alla spedizione, tra essi vi era Georg Ritter von Frauenfeld, curatore del dipartimento di studi sugli organismi invertebrati dei musei imperiali. Il materiale raccolto durante la spedizione era voluminoso e oltre a essere esaminato dagli studiosi di tutto il mondo per decenni, fu pubblicato in un'edizione enciclopedica di ventuno volumi la cui prima edizione di cinquemila copie andò immediatamente esaurita. Oltre duecento nuove specie di piante e animali furono classificate e catalogate.
Al termine del viaggio, la Novara aveva percorso 51.686 miglia, passato 551 giorni in navigazione e 298 all'ancora. Un totale di 23.700 reperti erano stati raccolti compresi 440 minerali, 300 rettili, 1.500 uccelli, 1.400 anfibi, 1.330 pesci, 9.000 insetti, 8.900 molluschi e crostacei, 300 uova e nidi di uccello, numerosi scheletri (tra cui 100 teschi umani) e 550 oggetti etnici.

### Servizio successivo
Nel 1862 la nave fu modificata presso il Cantiere navale "San Rocco" di Muggia con l'allungamento di 15 metri per inserire una macchina a vapore da 294 kW per la propulsione a elica.

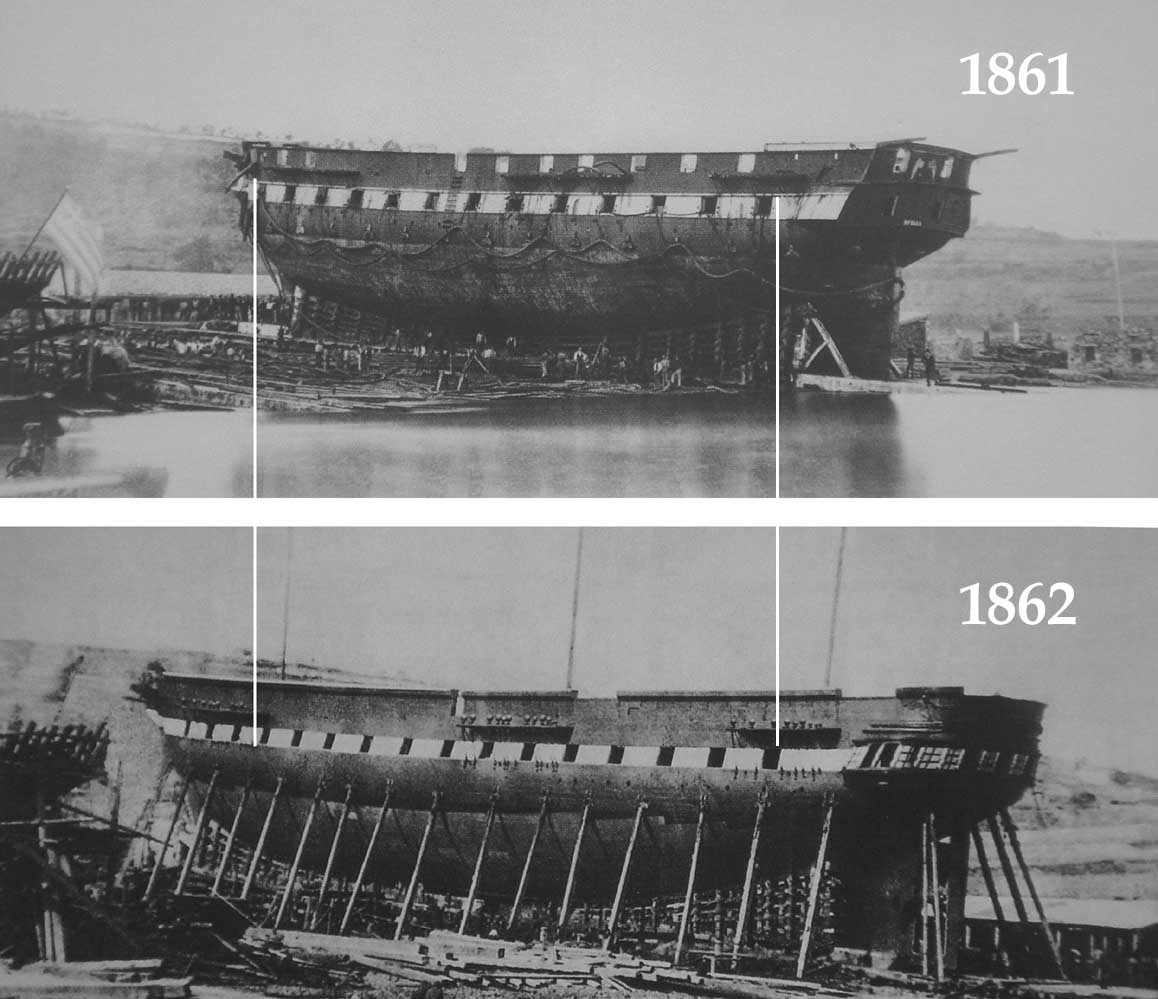
Comparazione dello scafo prima e dopo il nuovo allestimento del 1862

Nominato Imperatore del Messico nel 1864, Massimiliano fu trasportato dalla Novara nel paese dove fu fucilato dai rivoluzionari nel 1867. La Novara ritornò per raccoglierne le spoglie, nel frattempo imbalsamate ed esposte, e trasportarle a Trieste da dove raggiunsero in treno Vienna per la sepoltura definitiva nella Cripta dei Cappuccini.

### Battaglia di Lissa
La SMS Novara intraprese il servizio attivo durante la battaglia di Lissa il 20 luglio 1866 nel mar Adriatico vicino all'isola di Lissa. La Novara apparteneva alla 2ª Divisione marina dell'ammiraglio Wilhelm von Tegetthoff, che constava principalmente di navi da guerra a vapore in legno. La battaglia fu una vittoria decisiva per una flotta dell'Impero austriaco, inferiore in numero, su una forza superiore italiana indebolita dalle divisioni tra comandanti provenienti dalle marine pre-unitarie. Fu il primo scontro marittimo tra corazzate e uno degli ultimi a registrare manovre di speronamento intenzionale. Durante lo scontro, fu colpita 47 volte dal tiro nemico provocando la morte del comandante Erich (talvolta scritto Errik) Von Klint (1816–1866). Questo non impedì all'unità di continuare a combattere e contribuì infatti in maniera decisiva alla distruzione della cannoniera corazzata Palestro.

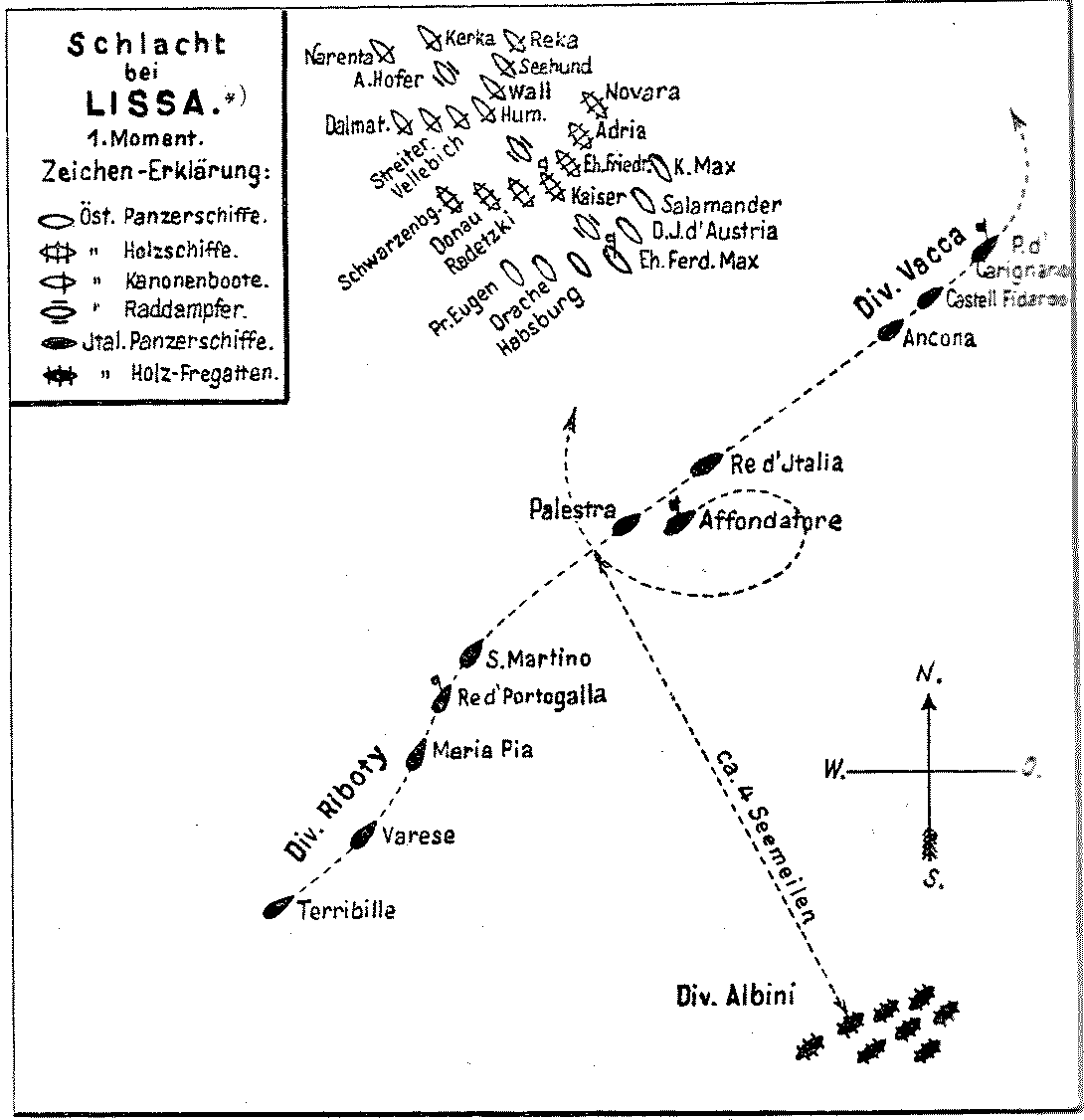
La formazione austriaca schierata a Lissa: la Novara è a metà del fianco sinistro

### Ultimi anni in servizio
Nel 1871 la Novara ricevette un ulteriore ammodernamento con aumento dell'armamento e dell'equipaggio che salì a 447 membri. Partì quindi per il suo ultimo viaggio importante, la visita della costa est degli Stati Uniti. Fu l'unica volta in cui una nave della marina imperiale austriaca stazionò in un porto americano. Le cronache del tempo registrarono divertite l'estrema eterogeneità dell'equipaggio, figlia delle molte nazionalità presenti nell'impero, e i numerosi eventi mondani a bordo complice la buona padronanza della lingua inglese da parte del corpo ufficiali. Nondimeno, mentre era alla fonda nel porto di New York fu celebrata una funzione in memoria dell'ammiraglio Tegetthof deceduto in quei giorni.
Divenuta obsoleta, nel 1881 fu privata dei motori, riconvertita in pontone e adibita a nave scuola d'artiglieria a Pola. Dopo essere stata pesantemente danneggiata, fu radiata nel 1898 e demolita l'anno successivo.

### Eredità
La SMS Novara è stata scelta come figura principale per una moneta commemorativa in argento da 20 euro coniata il 16 giugno 2004. Il dritto mostra la fregata durante la sua circumnavigazione del globo a vela nel 1857-1859. La Novara è stata la prima nave austriaca a circumnavigare il mondo. Sullo sfondo, è rappresentata la costa cinese.
Nel 2009 le Poste Austriache hanno celebrato il 150º anniversario della spedizione con l'emissione di un francobollo dedicato.
All'interno del Castello di Miramare è presente la Saletta Novara, perfetta riproduzione del quadrato di poppa nonché studio dell'Arciduca, a cui era stata assegnata in ricordo dei suoi anni imbarcato come cadetto.
La nave è citata nella famosa poesia di Giosue Carducci Miramar (da Odi Barbare), vv. 49-50: "― Ahi! mal tu sali sopra il mare nostro, / figlio d’Absburgo, la fatal Novara".